# Samael
Samael — музыкальный коллектив из Швейцарии, изначально игравший блэк-метал первой волны. Впоследствии стиль группы претерпел изменения, и начиная с середины 1990-х гг. творческая деятельность Samael развивалась в направлении индастриал/дарк-метал.

## История

### Начало группы, блэк-метал-период
Группа Samael была создана в 1987 году в Сьоне (Швейцария). Основатели группы — братья, известные как Vorph (вокал, гитара) и Xy (ударные, а позднее ещё и клавишные). В начале карьеры их псевдонимы звучали как Vorphalack и Xytraguptor (позже Xytras), но когда группа перестала ассоциироваться с блэк-металом, псевдонимы были сокращены. Группа названа по имени ангела смерти Самаэля.
На ранних работах — демо и альбомах Worship Him (1991) и Blood Ritual (1992) — музыка Samael представляла собой медленный или среднетемповый трэш/блэк-метал с гроулинговым вокалом в духе Celtic Frost и атмосферными клавишными Xytras. Worship Him вышел на Osmose Productions и разошёлся тиражом в 100 000 копий. После первого релиза Samael подписали контракт с Century Media Records — одним из крупнейших лейблов, специализирующихся на метале, Blood Ritual был выпущен уже на нём.

### Эволюция стиля

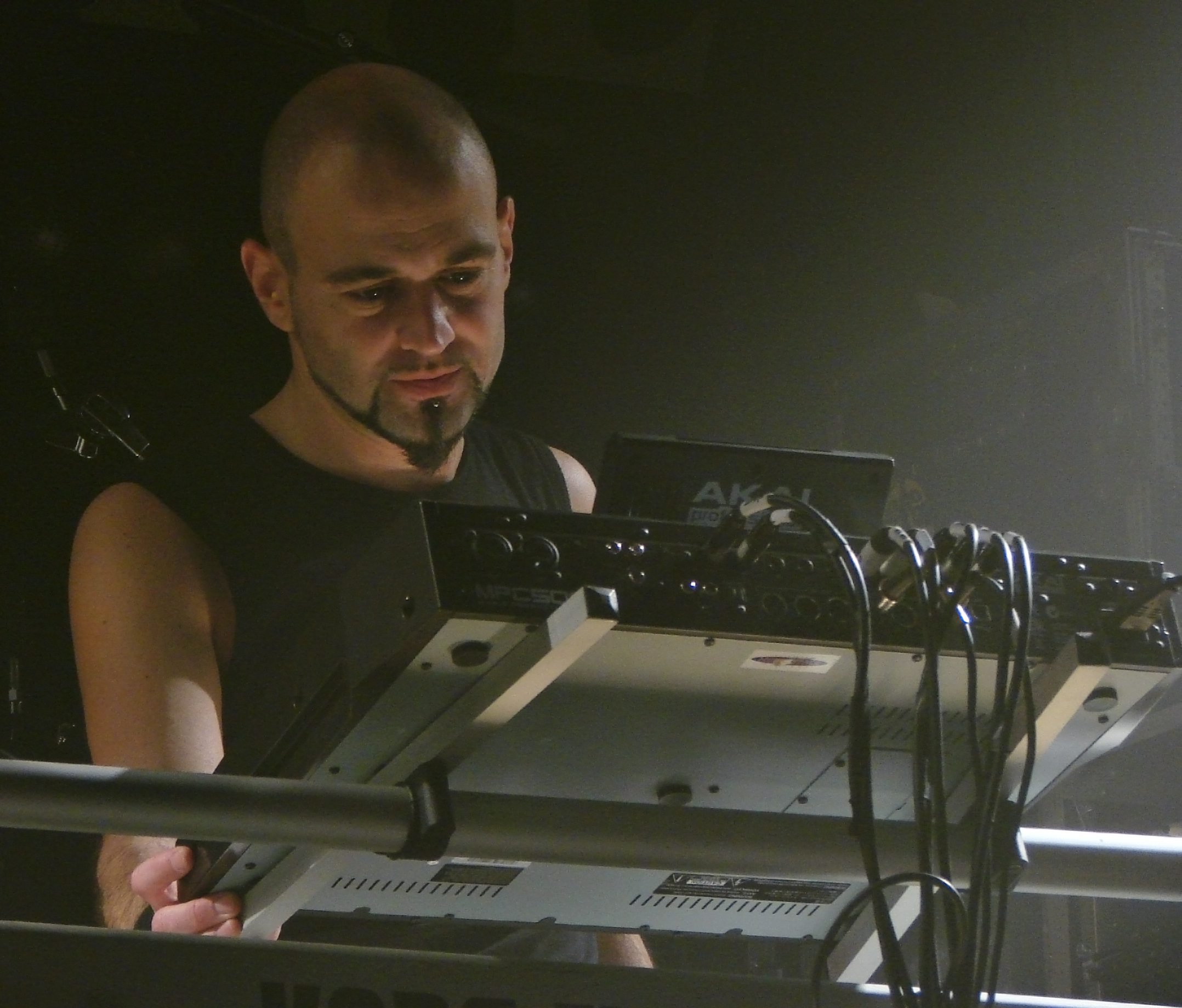
Xy. Концерт в Париже, 2009

Популярность группе принес альбом Ceremony of Opposites (1994). Он был гораздо техничнее предыдущих работ, и на нём в большом количестве присутствовали клавишные аранжировки, созданные новым членом группы Rodolphe H. На Ceremony of Opposites группа показала, что обладает собственным стилем, в основе которого лежал сплав блэк-метала и электронных эффектов, часто называемый дарк-металом. На следующем альбоме Passage Xytras взял на себя клавишные и был основным автором музыки (тексты по-прежнему писал Vorph), добавился гитарист Kaos, а в качестве ударных использовалась драм-машина. Passage ознаменовал поворот в сторону более мелодичного индастриал-метала. Одновременно с Passage вышел одноименный сольный альбом Xytras’а (фортепианная версия альбома «Passage»).
В 1998 году группа выпустила мини-альбом Exodus. После выхода Eternal в июле 1999 года Samael не стали продлевать контракт с Century Media. Осенью они провели тур по США при поддержке Dimmu Borgir, Monstrosity и Epoch of Unlight. 2002—2003 годы прошли в турах по Европе и Северной Америке. Выступление в 2002 году на фестивале Summer Breeze в Германии вместе с двумя записями 1994 и 1996 года легло в основу двойного DVD Black Trip.
Новый альбом Reign of Light (2004 год) был выпущен на Regain Records в Европе и Азии и на собственном лейбле Galactical Records в остальном мире. В турне в поддержку альбома Samael отправились вместе с немцами Oomph!. Reign of Light был воспринят крайне неоднозначно из-за преобладания электроники. В то время как одни критики положительно отнеслись к включениям элементов трип-хопа, техно и индастриала, рецензии в Kerrang! и Terrorizer были негативные. В результате Regain Records расторгли контракт с группой.

### Последние работы
Альбом Era One (2006 год) был снова выпущен на Century Media Records. На бонус-диске к Era One записан инструментальный альбом «Lesson in Magic #1», полностью созданный Xy.
В 2007 году группа выпустила альбом «Solar Soul». Всю музыку к альбому написал Xy, а слова — Vorph. В альбом вошли 12 треков, в том числе бонус — «Architect», который, по словам Xy, создавался несколько иначе, чем остальные треки, и стал неким экспериментом для группы.
6 марта 2009 год вышел полноформатник Above, в ритмической структуре которого преобладали бласт-биты, в полной мере воздавая должное блэк-металлическим корням. По словам Vorph’а он является чем-то вроде улучшенной версии первых трёх-четырёх альбомов, недостающим звеном между Ceremony of Opposites и Passage.
3 июля 2010 года Samael отыграли часовой сет на фестивале Rock al Parque в Боготе (Колумбия). Samael дали первый за свою историю концерт в Южной Америке. Это было единственное фестивальное выступление Samael этим летом, поскольку группа сидела в студии и записывала новый альбом.
Студийная работа над следующим альбомом началась в июне 2010 года с записи вокала для демо. Свой новый альбом Samael назвали Lux Mundi. Его релиз на лейбле Nuclear Blast состоялся 29 апреля 2011 года. На Lux Mundi музыканты вернулись к звучанию, представленному на альбомах Passage и Solar Soul.
21 июня 2017 Samael выпустили сингл с грядущего альбома, Hegemony, озаглавленный «Angel of Wrath».

## Дискография

### Полноформатные альбомы
- Worship Him (1991)
- Blood Ritual (1992)
- Ceremony of Opposites (1994)
- Passage (1996)
- Eternal[англ.] (1999)
- Reign of Light (2004)
- Era One (2006)
- Solar Soul (2007)
- Above (2009)
- Lux Mundi (2011)[9]
- Hegemony (2017)[10]

### Мини-альбомы и синглы
- Medieval Prophecy (1989)
- After the Sepulture (1993)
- Rebellion (1995)
- Exodus (1998)
- Telepath (2004)
- On Earth (2005)

### Демо
- Into the Infernal Storm of Evil (1987)
- Macabre Operetta (1988)
- From Dark to Black (1989)

### Сборник
- 1987 — 1992 (1995)

### DVD
- Black Trip (2003)

## Состав
- Michael «Vorph» Locher (в прошлом Vorphalack) — вокал, гитара
- Marco «Makro» Rivao — гитара
- Thomas «Drop» Betrisey (ex-Sybreed) — бас-гитара
- Alexandre «Xy» Locher (в прошлом Xytras и Xytraguptor) — клавишные, программирование, драм-машина (чаще на концертах), ударные

### Бывшие участники
- Rodolphe H — клавишные (1993—1997)
- Kaos — гитара (1996—2002)
- Pat Charvet — ударные (1987—1988)
- Christophe «Mas» Mermod (в прошлом Masmiseim) — бас-гитара (1991—2015)